# Gare d'Emptinne
La gare d'Emptinne est une ancienne gare ferroviaire belge de la ligne 126, de Statte à Ciney située à Emptinne, section de la commune de Hamois, dans la province de Namur en Région wallonne.

## Situation ferroviaire
La gare d'Emptinne était située au point kilométrique (PK) 36,40 de la ligne 126, de Statte à Ciney entre la gare de Hamois et le point d'arrêt de Liennes (fermé en 1920). Par la suite, Emptinne était la seule gare entre Hamois et Ciney.

## Histoire
La section de Modave à Ciney de la ligne concédée à la Société anonyme du chemin de fer Hesbaye-Condroz est mise en service le 1er février 1877 par les Chemins de fer de l'État belge. La station, desservant le village (ancienne commune) d’Emptinne, se trouve en lisière, près du confluent du Bocq et du ruisseau de la Fontaine.
La SNCB supprime les trains de voyageurs de la ligne le 11 novembre 1962, puis ceux de marchandises en 1973. Les rails sont conservés à titre stratégique mais finalement retirés en 1999.
Un RAVeL a depuis été créé sur l'ancienne ligne de chemin de fer. L'ancien bâtiment de la gare n'existe plus.

## Patrimoine ferroviaire
Comme toutes les gares intermédiaires bâties durant les années 1870 sur les lignes 126 et 127, exception faite de Huy-Sud, le bâtiment des recettes de la gare d'Emptinne appartient à un plan type standard de la compagnie Hesbaye-Condroz lequel se caractérise par trois parties : une aile basse (comptant ici cinq travées) pour l'accueil des voyageurs, du guichet et des colis ; un large corps de logis d'une seule travée latérale et une aile de service de dimensions variables (celle d'Emptinne est rectangulaire avec un toit de zinc à faible pente). 
La date de démolition de ce bâtiment n'est pas connue.